# Flumazenil
O flumazenil (nome comercial: Lanexat) é um antagonista dos efeitos hipnóticos, sedativos e da inibição psicomotora provocados pelos benzodiazepínicos. Sua ação após aplicação intravenosa é rápida (1-2 minutos) e os efeitos provocados pelos benzodiazepínicos são neutralizados.
É usado como antídoto no tratamento de superdosagens provocados por benzodiazepínicos e, portanto, a simples prescrição de flumazenil pode servir como um indicativo de que um evento adverso relacionado ao uso de benzodiazepínicos possa ter ocorrido.

## Farmacologia
O flumazenil é um imidazobenzodiazepínico, e se comporta como um antagonista benzodiazepínico específico (Hoffman e Warren, 1993). Ele se liga com alta afinidade a locais específicos sobre o receptor GABA, onde impede a ligação e os efeitos hipnóticos dos benzodiazepínicos.
Em estudos realizados em animais, o flumazenil não influenciou nos efeitos de substâncias que não demonstram afinidades pelos receptores benzodiazepínicos, como por exemplo, barbitúricos, etanol, meprobamato, GABA-miméticos e agonistas de receptores de adenosina. Entretanto, são bloqueados
os efeitos de agonistas não benzodiazepínicos dos receptores benzodiazepínicos, tais como as
ciclopirrolonas (zopiclone, por exemplo) e as triazolopiridazinas.
Alguns benzodiazepínicos, tais como o diazepam possuem uma meia-vida longa. Por isso, outras doses de flumazenil são indicadas.

## Indicações
As principais indicações para o seu uso são o tratamento das suspeitas de superdosagem por benzodiazepínicos e a reversão dos efeitos sedativos produzidos por benzodiazepínicos administrados durante a anestesia geral ou durante procedimentos diagnósticos e/ou terapêuticos.
Convulsões ou outros sintomas de abstinência também podem ser precipitados em pacientes que estiveram tomando benzodiazepínicos por períodos prolongados e nos quais podem ter-se desenvolvido tolerância e/ou dependência.
No Brasil, seu uso é restrito a hospitais.

## Ver Também
- Benzodiazepinas
- Intoxicação por benzodiazepínicos
- Clonazepam
- Lorazepam
- Diazepam
- Psiquiatria